# Дечжонґьо
Дечжонґьо (кор. 대종교) - це нова релігія, заснована в Кореї на початку 20-го століття, яка поєднує елементи корейських народних вірувань з новими ідеями та філософією. Її засновником є Хонам На Чхоль (кор.홍암 나 철), який створив релігію на основі культу Данґуна (кор. 단군) - міфічного засновника корейської нації.

## Історія та виникнення
Дечжонґьо виник на фоні політичної та соціальної нестабільності в Кореї в середині 19-го та на початку 20-го століття, в період, коли країна переживала труднощі, зокрема, через зовнішню загрозу з боку Японія. Багато нових релігій, таких як Дечжонґьо, виникали як спроба знайти духовну підтримку та об’єднання нації в умовах кризи. Першим етапом цього процесу стало вивчення легенд про Данґуна, корейського міфічного героя та засновника держави Чосон, і встановлення культу, присвяченого йому. Ідея походження від спільного предка, Данґуна, стала основою для національної самоідентифікації та гордості корейців.

## Основи вчення
Дечжонґьо поєднує в собі елементи стародавніх корейських вірувань, таких як поклоніння духам предків, з філософією, що відображає прагнення до національної єдності та незалежності. Основною доктриною є поклоніння триєдиній сутності - Хваніну, Хвануну і Данґу, що утворюють своєрідну «Трійцю» цієї релігії, що називається Ханбеґ (한백). Священною книгою релігії є «Чхонбуґьон» (천부경), яка містить лише 81 ієрогліф, що зазвичай трактуються як числові позначення. Вірять, що цей текст має давнє походження, ще з часів Данґуна.

## Роль у корейському національному русі
Релігія Дечжонґьо відіграла важливу роль під час японської окупації Кореї(Японська окупація Кореї). Багато її послідовників брали участь у визвольному русі, а сама релігія стала символом національної боротьби за незалежність. Засновник релігії, На Чхоль, став героєм боротьби за свободу, і загинув у 1916 році після тривалого переслідування японськими властями.

## Пізніший розвиток
Після звільнення Кореї від японської окупації в 1945 році, релігія Дечжонґьо почала поширюватися в Сеул, але її вплив значно зменшився, оскільки вона вже не мала такого значення у боротьбі за національну незалежність.

## Вплив і сучасність
Незважаючи на зменшення популярності, релігія Дечжонґьо досі існує, хоч і в меншій мірі, ніж у часи, коли вона була частиною національного визвольного руху. Сьогодні її послідовники продовжують шанувати традиції корейських предків і підтримувати ідеї національної єдності та духовної гармонії.  